# 폴리 파슨스
폴리 파슨스(Polly Parsons, 1984년 2월 15일 ~ )는 잉글랜드의 텔레비전 사회자이다.